# مهمانی مای‌سیمز
مهمانی مای‌سیمز (به انگلیسی: MySims Party) یک بازی ویدئویی منتشر شده توسط شرکت الکترونیک آرتز است. این بازی در تاریخ ۱۰ مارس ۲۰۰۹ عرضه شده و سازنده آن ای‌ای ردوود شورز است.